# Epidesma rhypoperas
Epidesma rhypoperas là một loài bướm đêm thuộc phân họ Arctiinae, họ Erebidae.